# Anders Nielsen Banner
Anders Nielsen Banner (død 1486) var en dansk rigsråd.
Anders Nielsen Banner var én af de rigeste og mest ansete danske adelsmænd i det 15. århundrede. Efter sin fader, Niels Eriksen Banner, havde han arvet Vinstrupgård på Sjælland, efter sin mor den rige
fru Johanne Andersdatter, arvede han den gamle herregård Asdal, og ved sit giftermål med Kirsten Eriksdatter Gyldenstjerne, enke efter Gotskalk Andersen til Kokkedal, fik han sidstnævnte hovedgård; desuden ejede han flere mindre hovedgårde, Højris, Assendrup, Drefsholm m.fl. I 1452 nævnes han allerede som ridder og medlem af Rigens Raad, 1470 var han lensmandpaa Aalborghus, hvortil slægten blev stærkt knyttet, idet ikke blot hans far havde haft dette len, men hans søn og sønnesøn fik det senere. Under kongens ophold i Norge 1486 indsattes hr. Anders til tillige med bispen i Ribe og Oluf Mortensen Gyrstinge at lede regeringen i Jylland så længe, men inden året var omme, døde han. Efter fru Kirstens død havde han ægtet Sophie Mogensdatter Galt. Kendt er hans vidtløftige processer, blandt andet med provsten i Børglum Kloster og prioren i Hundslund Kloster, der endog udvirkede en pavelig bandlysning mod ham, som kongen og rigsrådet dog dømte ham løs fra.